# Mammea africana
Espèce
Statut de conservation UICN

 LC  : Préoccupation mineure
Mammea africana est une espèce d'arbre de la famille des Calophyllaceae.

## Répartition
Ce taxon se rencontre dans les pays suivants : Angola, Cameroun, Côte d'Ivoire, Gabon, Liberia, Nigeria, Ouganda, République du Congo, République démocratique du Congo, Sao Tomé-et-Principe, Sierra Leone, Sénégal.

## Systématique
Le nom correct complet (avec auteur) de ce taxon est Mammea africana G.Don.
Mammea africana a pour synonymes :
- Garcinia golaensis Hutch. & Dalziel
- Mammea africana Sabine
- Mammea ebboro Pierre
- Mammea gilletii De Wild.
- Mammea gilletii DeWild.
- Mammea giorgiana De Wild.
- Mammea giorgiana DeWild.
- Ochrocarpos africana (G.Don) Oliv.